# Clastobryopsis proligera
Clastobryopsis proligera là một loài rêu trong họ Sematophyllaceae. Loài này được (Broth.) M. Fleisch. mô tả khoa học đầu tiên năm 1923.